# Banca Cesare Ponti
Banca Cesare Ponti S.p.A. è una banca italiana, con sede a Milano, specializzata nel private banking e nella gestione personalizzata di patrimoni. 
Dal 2004 al 3 giugno 2022 ha fatto parte del Gruppo Banca Carige, quando, a seguito dell’acquisizione di questi, entra nel Gruppo BPER Banca.

## Storia
Fondata nel maggio del 1871 come società in nome collettivo per cambio di valute, l'azienda basa la propria sede in Piazza del Duomo a Milano nel 1874; nel 1881 si trasferisce in un altro palazzo della medesima piazza. 
Nel 1906 Cesare Ponti decide per la trasformazione in banca, passandone poi il controllo ai discendenti, prima Gian Luigi nel 1927 e poi Giovanni nel 2002; il core business viene focalizzato sul private banking.
Il nuovo millennio vede il piccolo istituto meneghino passare di mano al gruppo Banca Carige, che tuttavia ne mantiene logo e nome distintivo, confermando il target verso la clientela d'alto profilo, con disponibilità finanziarie elevate.
Nel marzo 2018 il CDA di Carige, dopo aver valutato e scartato l'ipotesi di cessione, decide il rilancio della controllata. Due mesi più tardi, in giugno, viene nominato alla carica di direttore generale il manager Michele Ungaro, ex Unicredit. Dopo soli sei mesi gli subentra Maurizio Zancanaro, nominato anche responsabile dell'area Wealth del gruppo Carige.
A seguito dell'acquisizione di Banca Carige da parte del gruppo BPER, Banca Cesare Ponti ne segue le sorti: Fabrizio Greco ne viene nominato direttore generale e amministratore delegato.

## Sede
La Banca Cesare Ponti ha la propria sede e direzione generale a Milano, in Piazza Duomo 19; la sede di Genova è ubicata in Via Pisa.